# Asymmetricata humeralis
Asymmetricata humeralis is een keversoort uit de familie glimwormen (Lampyridae). De wetenschappelijke naam van de soort werd voor het eerst geldig gepubliceerd in 1858 door Walker als Luciola humeralis.